# Pelegrina edrilana
Pelegrina edrilana är en spindelart som beskrevs av Maddison 1996. Pelegrina edrilana ingår i släktet Pelegrina och familjen hoppspindlar. Inga underarter finns listade i Catalogue of Life.